# Chaim Potok
Chaim Potok, pseudonimo di Herman Harold Potok (New York, 17 febbraio 1929 – Merion Station, 23 luglio 2002), è stato uno scrittore e rabbino statunitense.
Divenne famoso nel 1967 con il romanzo Danny l'eletto (The Chosen), una storia quasi autobiografica su un brillante giovane figlio di un rabbino chassidico desideroso a sua volta che il proprio figlio diventi anch'egli rabbino. Il libro venne citato nella lista dei best seller del The New York Times per 39 settimane e vendette in uscita 3 400 000 copie. La notorietà gli venne anche dalla trasposizione cinematografica del romanzo proiettata nel 1981.

## Vita
Potok nacque nel Bronx newyorkese da ebrei immigrati dalla Polonia. Secondo la tradizione i genitori gli diedero pure un nome ebraico (Chaim Tzvi, Chaim significa vita in ebraico). L'educazione ortodossa gli insegnò sia il Talmud che conoscenze secolari. Iniziò a scrivere racconti all'età di 16 anni, a 17 anni inviò il suo primo manoscritto alla rivista The Atlantic Monthly e, sebbene non venne pubblicato, ricevette una nota dall'editore che lo complimentava del suo scritto. Nel 1949 le sue storie vennero pubblicate nella rivista letteraria della Yeshiva University, che in seguito aiutò a redigere. Nel 1950 Potok si laureò magna cum laude con una laurea in Letteratura Inglese.

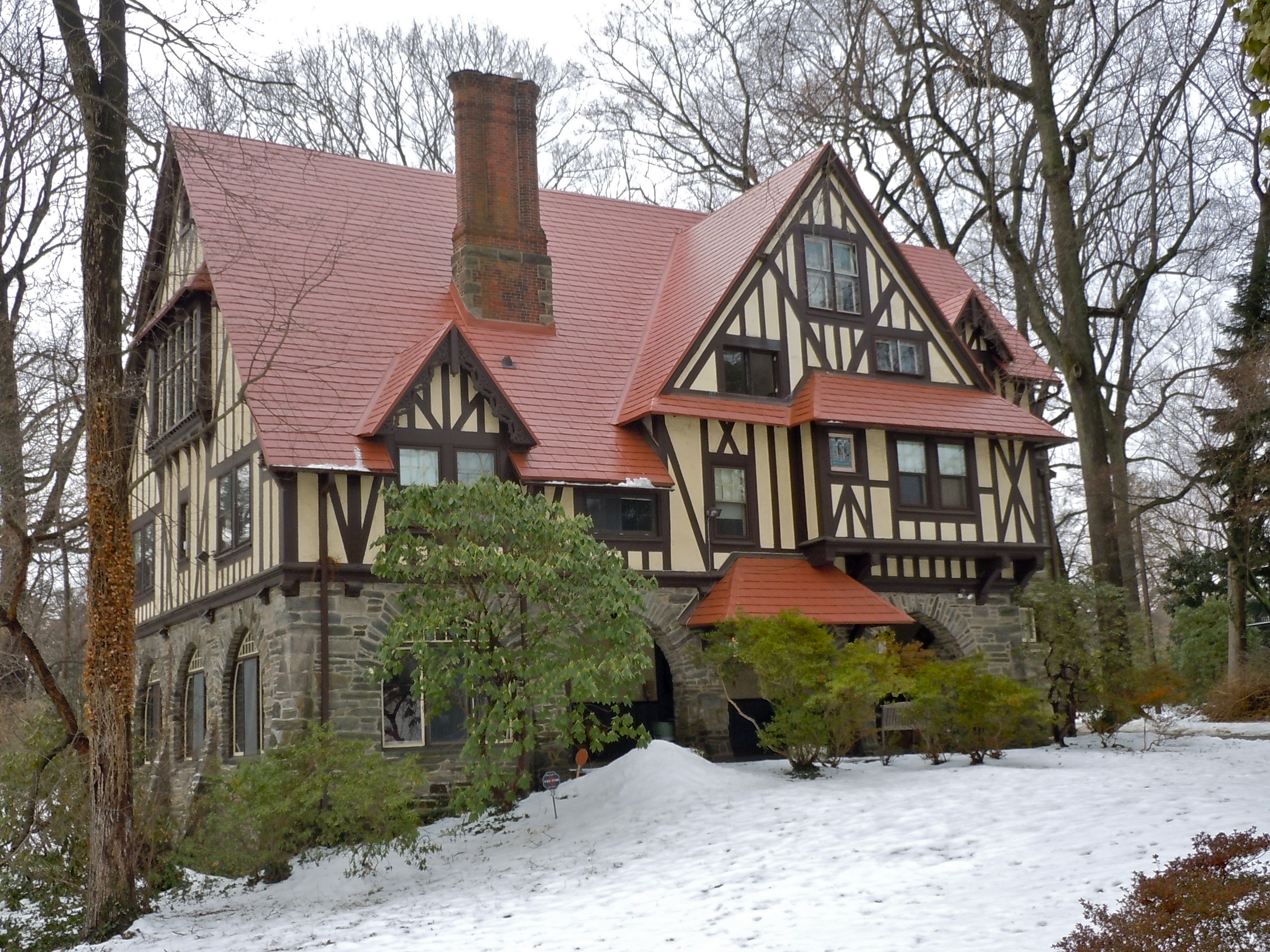
La casa di Potok nella periferia di Philadelphia

Ricevette poi una laurea master in letteratura ebraica e, dopo quattro anni di studio presso il seminario rabbinico dello Jewish Theological Seminary, venne ordinato rabbino conservatore. Fu successivamente nominato direttore della "LTF, Leaders Training Fellowship", organizzazione giovanile associata all'ebraismo conservatore. Potok venne arruolato come cappellano militare, dove rimase per oltre un anno durante la guerra di Corea.
L'8 giugno 1958 Potok si sposò con Adena Sara Mosevitzsky, un'assistente sociale psichiatrica di Camp Ramah in Ojai (California), dove Potok stesso svolgeva mansioni direttive negli anni 1957–59. Ebbero tre figli.
Divenne editore di Conservative Judaism e della Jewish Publication Society. Nel 1965 ricevette il Ph.D. dall'University of Pennsylvania. Nel 1970, si trasferì a Gerusalemme con la famiglia e nel 1977 ritornò a Philadelphia. Dopo la pubblicazione del suo Old Men at Midnight (Vecchi a mezzanotte) (2001), gli venne diagnosticato un tumore cerebrale e morì nella sua casa di Merion, nella contea di Montgomery, vicino a Filadelfia, il 23 luglio 2002 all'età di 73 anni.

## Influenze letterarie
I genitori di Chaim Potok lo scoraggiarono dallo scrivere e dal leggere soggetti non ebraici, ma trascorse comunque molte ore nella biblioteca pubblica locale a leggere romanzi secolari. Potok cita James Joyce, Thomas Mann, Fëdor Dostoevskij, Ernest Hemingway e Shmuel Yosef Agnon come le sue influenze letterarie principali. Molti dei suoi romanzi sono ambientati nei quartieri urbani di New York, in cui egli stesso è cresciuto. Anche se non chassidico, Potok crebbe in una famiglia molto ortodossa. Nel rispettivo libro, il personaggio Asher Lev vuole essere un pittore, il che causa molti conflitti con il padre che vuole faccia qualcosa di totalmente diverso, come successe a Chaim Potok durante la sua adolescenza. Nel romanzo, Asher decide di continuare come pittore e provoca conflitti familiari, mentre Potok alla fine risolse di essere un autore e pittore nel tempo libero e non come carriera, diventando invece un rabbino. Potok ebbe a dichiarare di sentirsi vicino ad Asher Lev più di tutti gli altri suoi personaggi.
Uno degli ammiratori di Potok è stato il premio Nobel Elie Wiesel, che gli scrisse nel 1992 dicendogli di aver letto tutti i suoi libri "con fervore e amicizia".

## Carriera artistica
Chaim Potok fu anche un artista e pittore: creò il dipinto "The Brooklyn Crucifixion (La crocifissione di Brooklyn)", che il suo personaggio Asher Lev aveva dipinto nel romanzo Il mio nome è Asher Lev.

## Opere
- The Chosen, 1967, 
  - Danny l'eletto, tr. Marcella Bonsanti, Garzanti 1990
- The Promise, 1969,
  - La scelta di Reuven, tr. Marcella Bonsanti, Garzanti 2000
- My Name is Asher Lev, 1972),
  - Il mio nome è Asher Lev, tr. Donatella Saroli, Garzanti 1991
- In the Beginning, 1975,
  - In principio,  tr. Mara Muzzarelli, Garzanti 2000
- Wanderings: History of the Jews, 1978,
  - Storia degli ebrei,  tr. Maria Luisa Sgargetta e Piero Stefani, Garzanti 2003
- The Book of Lights, 1981,
  - Il libro delle luci,  tr. Mara Muzzarelli, Garzanti 2004
- Davita's Harp, 1985,
  - L'arpa di Davita, tr. Dario Villa, Garzanti 1989
- The Gift of Asher Lev, 1990,
  - Il dono di Asher Lev,  tr. Mara Muzzarelli, Garzanti 1997
- I Am the Clay, 1992,
  - Io sono l'argilla, tr. Marcella Bassi, Garzanti 1993
- The Tree of Here, 1993,
  - L'albero di qui, tr. Andrea Molesini, Mondadori 1999
- The Sky of Now, 1994
- The Trope Teacher, 1995,
  - Il maestro della guerra, tr. Marcella Bassi, Garzanti 1996
- The Gates of November. Chronicles of the Slepak Family, 1996,
  - Novembre alle porte, tr. Alberto Cristofori, Garzanti 1998
- Zebra and Other Stories, 1998,
  - Zebra e altri racconti, tr. Laura Noulian, Garzanti 1999
- Old Men at Midnight, 2001,
  - Vecchi a mezzanotte, tr. Mara Muzzarelli, Garzanti 2002
- Conversations with Chaim Potok, a cura di Daniel Walden (University Press of Mississippi, 2001)